# Ctenitis salvinii
Ctenitis salvinii là một loài thực vật có mạch trong họ Dryopteridaceae. Loài này được (Baker) Stolze miêu tả khoa học đầu tiên năm 1977.